# Willie Gault
Willie James Gault (Griffin, Geórgia, 5 de setembro de 1960) é um ex-atleta e ex-jogador profissional de futebol americano estadunidense.

## Carreira
Willie Gault iniciou a sua carreira no atletismo, tendo atingido o cume nos Campeonatos Mundiais de Helsínquia, em 1983, onde foi medalha de bronze nos 110 metros barreiras e medalha de ouro na estafeta 4 x 100 metros.
No mesmo ano começou a praticar futebol americano, tendo sido campeão da temporada de 1985 da National Football League jogando pelo Chicago Bears.